# Memminger Arena
Die Memminger Arena im Stadion an der Bodenseestraße (durch Sponsoring seit 2022 offiziell e-con ArenaPark) ist ein Fußballstadion in der oberschwäbischen Stadt Memmingen im bayerischen Regierungsbezirk Schwaben. Die Fußballvereine FC Memmingen und der BSC Memmingen tragen hier ihre Heimspiele aus. Es bietet den Zuschauern 5100 Plätze, deren Zahl sich mit Zusatztribünen steigern lässt.

## Geschichte
Schon 1913 plante der Magistrat der Stadt den Bau eines Volksparks mit Fest- und Spielplatz; was aber der Erste Weltkrieg verhinderte. Die Sportstätte wurde am 30. Juni 1929 mit dem Spiel FC Memmingen gegen den FC Kempten (3:1) eröffnet. Im Jahre 1931 fand das zweite Bayerische Frauen-Turnfest im Memminger Stadion statt. Am 4. Dezember 1955 wurde eine überdachte Haupttribüne mit 1000 Plätzen eingeweiht. Erstmals renoviert wurde die Sportanlage 1959.
Von 2006 bis 2007 wurde das Stadion mit Aschenbahn in ein Fußballstadion umgebaut. Am 27. März 2006 begannen die Abrissarbeiten an der alten Haupttribüne. Danach wurde die Laufbahn entfernt und das Spielfeld abgesenkt. Die Haupttribüne besitzt 990 überdachte Sitzplätze und für Journalisten stehen fünf Arbeitsplätze und Sprecherkabinen bereit. Behinderte Besucher finden auf der Haupttribüne acht Plätze vor. Ein VIP-Raum steht den Besuchern ebenfalls zur Verfügung. Ringsum des Spielfeldes liegen betonierte Stehplatzränge. Die Flutlichtanlage mit ihren vier 26 Meter hohen Masten ist mit 400 Lux ausreichend für die Regionalliga und könnte nachgerüstet werden. Der Umbau der Spielstätte kostete rund vier Mio. Euro.
Am 26. Juli 2007 wurde das Stadion mit der Schlüsselübergabe eröffnet. Das erste Spiel in der Memminger Arena zwei Tage später war, wie schon zur ersten Eröffnung, das Spiel FC Memmingen gegen FC Kempten in der Bayernliga. Diesmal endete die Begegnung vor 6650 Zuschauern mit 0:0. Für die Regionalliga wurde das Fassungsvermögen aus Sicherheitsgründen auf 5100 Plätze festgesetzt. Nach dem Aufstieg des FC Memmingen in die Regionalliga Süd wurde das Stadion im Sommer 2010 den Auflagen des DFB für ca. 160.000 Euro angepasst. So wurde u. a. das Stadion rundum eingefriedet, das Spielfeld im Stehplatzbereich umzäunt und ein Gästebereich mit separatem Eingang errichtet. Neben dem Stadion befinden sich noch zwei Rasenplätze, ein Kleinspielfeld und ein 2008 erneuerter Kunstrasenplatz.
Im Jahr 2022 wurden die Räumlichkeiten der Umkleiden und des Sanitärbereiches im Bereich der Stadionhalle für etwa 765.000 Euro von Grund auf saniert. Genutzt werden die Räume nun von den Vereinen FC Memmingen, BSC Memmingen und Türkspor Memmingen. Zudem wurden Elektrik, Heizung und Lüftung auf den neuesten Stand gebracht. Für rund 410.000 Euro wurden die Flutlichtanlagen am Stadion und an den Nebenplätzen modernisiert und auf stromsparende LED-Leuchtmittel umgerüstet. 
Im Süden des Spielfeldes entstand im Jahr 2023 im „e-con ArenaPark“ ein neues Multifunktionsgebäude.